# ニンジャマン
ニンジャマン（Ninjaman、本名：デズモンド・ジョン・バレンタイン (Desmond John Ballentine)、1966年1月20日 - ）はジャマイカ・セント・メアリー教区出身のレゲエDeejay。愛称はダン・ガーガン (Don Gorgon)。

## 来歴
ニンジャマンことデズモンド・ジョン・バレンタインは1977年、11歳のときにセント・メアリー教区アノット・ベイから首都キングストンへ引っ越した。翌1978年にはダブル・アグリー (Double Ugly) の芸名でブラック・カルチャー・サウンドシステムでDJとしての活動を開始する。1980年、キラマンジャロ・サウンドシステムに移籍し、そこでアーリーBやスーパーキャットに出会ったことから自らのDJスタイルを確立させていき、同年の内にファーストアルバム『Uglyman』を発表した。また、この時期ニンジャマンへと芸名を改名した。
1987年、ニンジャマンはコートニー・メロディとのコンビネーション曲「Protection」をヒットさせる。これをきっかけにキング・ジャミー、ウィッティ、フィリップ・ファティス・バレル、レッドマン・インターナショナル、アイニ・カモーゼ、ボビー・ディジタル・ディクソン、オーガスタス・ガッシー・クラーク、スティーリー&クリーヴィ、ヘンリー・ジュンジョ・ロウズといったプロデューサー達と仕事をした。
1989年から1992年にかけての「Murder Dem」、「Permit to Bury」、「Above the Law」などのヒット曲は、ニンジャマンの危険なルードボーイのイメージを決定付け、ジャマイカの年末の大規模コンサート「スティング」では度々他のDJとクラッシュを行っている。1990年にはシャバ・ランクスと、1991年にはスーパーキャットと、1996年にはマッド・コブラと、2000年のスティングではマーシレスと、2003年のスティングではヴァイブス・カーテルとクラッシュを行った。
1993年には銃器の使用を煽るニンジャマンの歌詞に批判が集中し、一時的に公演や録音が減少した。
1997年、ニンジャマンは自身のコカイン依存症との戦いの結果キリスト教徒として生まれ変わり、ブラザー・デズモンド (Brother Desmond) と改名し、数曲のゴスペル・レゲエ曲を発表した。しかし、暴力的な歌詞を歌うことや振る舞いを改めたわけではなかったため、ジャマイカのキリスト教徒から批判を受けた。

### 刑事訴訟・トラブル歴
ニンジャマンは多数の刑事訴訟やトラブルを抱えるDJでもある。
1990年代後半、ニンジャマンは強姦罪、タクシー運転手の殺人罪で訴えられたが、無罪放免となった。1999年には銃器不法所持容疑で訴えられ、有罪が確定し1年間服役した。
2008年11月、無許可で社会活動のためのイベントを行い（本人は「開催許可を警察に求めたが返答がなかった」と主張）、騒音防止法違反の容疑で治安判事法廷に出廷を命じられている。
2009年3月、キングストン市内マール・ロードで起きた殺人事件との関与が疑われ、殺人、共謀殺人、意図的な発砲、銃器不法所持の4容疑で息子とともに逮捕された。ニンジャマンは一貫して無実を主張しており、2012年3月23日に保釈され、ただちにDJ活動を再開した。
自身が被害者に回った事件もある。2001年には暴漢にマシェットで襲撃され、頭部に怪我を負った。

## ディスコグラフィ

### アルバム
- Number One
- Glad Me Release (1986)
- Send Threat To Me (1988)
- Slackness Done (1988)
- Stumbling Block/Sixteen (1988)
- Superstar (1988)
- Big Showdown (1990)
- Kill Them And Done (1990)
- Murder Dem (1990)
- My Weapon (1990)
- Out Pon Bail (1990)
- The Last Of Flourgan (1990)
- Warning You Now (1990)
- Zig It Up (1990)
- Bring Them All To Jesus (1991)
- Bunty Hunter (1991)
- Dirt Heart (1991)
- Excuse Me  (1991)
- From Mi Hold Him (1991)
- Gunman (1991)
- John Law (1991)
- Mandela Come (1991)
- Permit To Bury (1991)
- Step Aside  (1991)
- Sunsplash (Don Gorgon) (1991)
- Target Practice (1991)
- Ting A Ling A Ling A School Pickney Sing Ting (1992)
- Hardcore Killing (1993)
- Original Front Tooth Gold Tooth Gun Pon Tooth Don Gorgon! (1993)
- Run come test (1993)
- Artical Don (1994)
- Booyakka Booyakka (1994)
- Hollow Point Bad Boy... (1994)
- Jungle Move (Remarc Remix) (1995)
- Ninja Man Mega Mix (2000)
- Anything Test Dead (2001)
- When It Done/Mad Again (2004)